# Mosandbi
Mosandbi (Andrena barbilabris) är en art i insektsordningen steklar som tillhör överfamiljen bin och familjen grävbin. Den kallas även åssandbi.

## Beskrivning
Mosandbiet har ett ljushårigt ansikte med mörkbruna antenner. Honan har ett påtagligt smalt huvud, medan hanens huvud är rundare. Hos honan har mellankroppen orangebrun päls på ryggsidan, ljusare längre ner; hos hanen är hela mellankroppen vit. Tergiterna 2 till 4 har vita band i bakkanten; hos honan är bandet avbrutet mittpå på tergit 2 och 3, hos hanen gäller det alla de tre tergiterna. Vingarna är genomskinliga och svagt gulaktiga, med rödbruna till mörkröda ribbor (vanligen rent röda hos hanen). Honan blir 9 till 12 mm lång, hanen 8 till 10 mm. Arten är mycket lik det mera ovanliga silversandbiet.

## Ekologi
Mosandbiet kan påträffas i ett flertal naturtyper: Sandig mark som sandtag, öppna sandheder, ruderatmark, sanddyner och stränder, men också i tallskog, hyggen, skogsbryn, ängar, floddalar och fruktträdgårdar. 
Arten flyger från början / mitten av april till augusti. Den är polylektisk, den flyger till blommande växter från många olika familjer, som korgblommiga växter (släktena Tussilago och maskrossläktet), korsblommiga växter (sandvitor), videväxter, ranunkelväxter, rosväxter (rossläktet, fingerörtssläktet, hagtornssläktet, spireasläktet, rönnsläktet, hallonsläktet, päronsläktet och hallonsläktet), brakvedsväxter, kransblommiga växter, ärtväxter, ljungväxter samt grobladsväxter (veronikor).
Mosandbiet kan gräva sina bon i tätt packad jord, som exempelvis gångstigar eller mellan stenarna i trädgårdsgångar, men också i sandjord som sandbankar, sjö- och flodstränder. Arten bygger gärna sina bon i kolonier. Dess bon kan parasiteras av gökbiet mogökbi (Nomada alboguttata) och arter ur släktet blodbin (Sphecodes).

## Utbredning
I Europa finns arten från Brittiska öarna i väster, till Norden med en fragmenterad utbredning i Norge, en mer sammanhängande utbredning från Fennoskandien i norr, söderut över Baltikum och Danmark till Mellaneuropa med en återigen mer fragmenterad utbredning i södra Frankrike, Spanien, Italien och mellersta till södra Östeuropa. Österut når arten Turkiet, Sibirien (Sacha och Primorje kraj) samt Japan. I Nordamerika finns arten från södra Kanada till norra USA
I Sverige förekommer arten i hela landet utom i delar av fjälltrakterna, den nordligaste punkten är nära Treriksröset. Även i  Finland finns arten i hela landet, från Åland och sydkusten till  nordvästra och nordöstra Lappland. I både Sverige och Finland är arten klassificerad som livskraftig.